# Peixe-papagaio-de-Zelinda
O peixe-papagaio-de-zelinda (Scarus zelindae), é uma espécie endêmica de peixe-papagaio do Brasil, quando adulto possui cores pastéis, com a coloração predominantemente roxa e azul, os jovens possuem listras marrons na horizontal com tons de verde e amarelo. É uma espécie muito importante para os ecossistemas de recifes de coral, pois o peixe-papagaio-de-Zelinda possui o papel de se alimentar de algas que crescem sobre os pólipos de coral, que se não forem comidos, podem sufocar e causar a morte do coral. Durante a noite, produz um casulo de muco que os protege de predadores e parasitas, característica típica dos peixes-papagaio.
É uma espécie muito pescada pela pesca artesanal e por possuir cores chamativas, são alvos de aquaristas, que almejam ter esses animais em seus aquários de água salgada. É uma espécie protegida, sendo que qualquer pesca ou coleta ilegal, a pessoa pode acabar sendo presa por trafico de animais silvestres. O peixe-papagaio-de-Zelinda possui esse nome pois foi uma homenagem a uma professora da Universidade Federal da Bahia (UFBA), Zelinda Margarida de Andrade Nery Leão, que atualmente, trabalha com geologia marinha e ajudou a coletar os primeiros indivíduos da espécie.
A espécie é endêmica do Brasil, podendo ser encontrada dês das águas rasas e quentes do nordeste para o sudeste, no estado de São Paulo, possuindo alguns avistamentos em ilhas oceânicas, como em Fernando de Noronha, Atol das Rocas e Trindade Martim-Vaz.